# لورين أسبينال
لورين أسبينال (بالإنجليزية: Lauren Aspinall)‏ هي لاعبة الاسكواش أسترالية، ولدت في 15 أغسطس 1998 في أديلايد في أستراليا.

## وصلات خارجية
- لورين أسبينال على موقع SquashInfo.com (الإنجليزية)